# Clavelina oblonga
Clavelina oblonga is een zakpijpensoort uit de familie van de Clavelinidae. De wetenschappelijke naam van de soort is voor het eerst geldig gepubliceerd in 1880 door Herdman.